# Nam Phong (phường)
Nam Phong là một phường thuộc thành phố Nam Định, tỉnh Nam Định, Việt Nam.

## Địa lý
Phường Nam Phong có vị trí địa lý:
- Phía đông giáp tỉnh Thái Bình
- Phía tây giáp các phường Năng Tĩnh, Trần Hưng Đạo, Vị Xuyên
- Phía nam giáp các phường Cửa Nam, Nam Vân và huyện Nam Trực
- Phía bắc giáp phường Lộc Hạ và xã Mỹ Tân.

Phường Nam Phong có diện tích 6,58 km², dân số năm 2022 là 9.160 người, mật độ dân số đạt 1.392 người/km².

## Lịch sử
Sau năm 1945, xã Nam Phong thuộc huyện Nam Trực.
Ngày 21 tháng 4 năm 1965, Ủy ban Thường vụ Quốc hội ban hành Quyết định số 103-NQ-TVQH về việc thành lập tỉnh Nam Hà trên cơ sở tỉnh Hà Nam và tỉnh Nam Định. Khi đó, xã Nam Phong thuộc huyện Nam Trực, tỉnh Nam Hà.
Ngày 26 tháng 3 năm 1968, Hội đồng Chính phủ ban hành Quyết định số 41-CP về việc thành lập huyện Nam Ninh trên cơ sở huyện Nam Trực và huyện Trực Ninh. Khi đó, xã Nam Phong thuộc huyện Nam Ninh.
Ngày 27 tháng 12 năm 1975, Quốc hội ban hành Nghị quyết về việc thành lập tỉnh Hà Nam Ninh trên cơ sở tỉnh Nam Hà và tỉnh Ninh Bình. Khi đó, xã Nam Phong thuộc huyện Nam Ninh, tỉnh Hà Nam Ninh.
Ngày 26 tháng 12 năm 1991, Quốc hội ban hành Nghị quyết về việc chia tỉnh Hà Nam Ninh thành tỉnh Nam Hà và tỉnh Ninh Bình. Khi đó, xã Nam Phong thuộc huyện Nam Ninh, tỉnh Nam Hà.
Ngày 6 tháng 11 năm 1996, Quốc hội ban hành Nghị quyết về việc chia tỉnh Nam Hà thành tỉnh Nam Định và tỉnh Hà Nam. Khi đó, xã Nam Phong thuộc huyện Nam Ninh, tỉnh Nam Định.
Ngày 2 tháng 1 năm 1997, Chính phủ ban hành Nghị định số 1-CP về việc chuyển xã Nam Phong thuộc huyện Nam Ninh về thành phố Nam Định quản lý.
Ngày 9 tháng 1 năm 2004, Chính phủ ban hành Nghị định số 17/2004/NĐ-CP về việc thành lập phường Cửa Nam trên cơ sở 127,60 ha diện tích tự nhiên và 4.828 nhân khẩu của xã Nam Phong.
Sau khi điều chỉnh địa giới hành chính, xã Nam Phong còn lại 617,40 ha diện tích tự nhiên và 8.226 nhân khẩu.
Ngày 2 tháng 12 năm 2021, HĐND tỉnh Nam Định ban hành Nghị quyết số 63/2021/NQ-HĐND về việc:
- Thành lập thôn Vạn Diệp 1 trên cơ sở 3 xóm: Cộng Hòa, Đồng Ích, Tiền Phong.
- Thành lập thôn Vạn Diệp 2 trên cơ sở xóm Trung Thành và xóm Đồng Lạc.
- Thành lập thôn Ngô Xá trên cơ sở 3 xóm: Nam Hùng 1, Nam Hùng 2, Nam Phong.
- Thành lập thôn Phù Long 1 trên cơ sở 3 xóm: Nhất Thanh, Mỹ Tiến 1, Mỹ Lợi 1.
- Thành lập thôn Phù Long 2 trên cơ sở xóm Mỹ Tiến 2 và xóm Mỹ Lợi 2.
- Thành lập thôn Đông Đồng Ngãi trên cơ sở xóm Phong Lộc Đông và xóm Đồng Ngãi.
- Thành lập thôn Vị Lương trên cơ sở 4 xóm: Quang Trung, Long Giang, Hùng Vương, Tân Lập và tổ 1 Đò Quan.

Tính đến ngày 31/12/2022, xã Nam Phong có 6,58 km² diện tích tự nhiên và quy mô dân số là 9.160 người.
Ngày 23 tháng 7 năm 2024, Ủy ban Thường vụ Quốc hội ban hành Nghị quyết số 1104/NQ-UBTVQH15 về việc sắp xếp đơn vị hành chính cấp huyện, cấp xã trên địa bàn tỉnh Nam Định (nghị quyết có hiệu lực từ ngày 1 tháng 9 năm 2024). Theo đó, thành lập phường Nam Phong trên cơ sở toàn bộ 6,58 km² diện tích tự nhiên và quy mô dân số là 9.160 người của xã Nam Phong.